# Josef Pöttinger
- - Quelle Jenaische Zeitung vom 23. Dezember 1933, Seite 18

Josef Pöttinger (* 16. April 1903 in München; † 9. September 1970 ebenda), auch Pötschge genannt, war ein deutscher Fußballspieler und -trainer.

## Spielerkarriere

### Vereine
Pöttinger, der sich vor allem durch seine Technik auszeichnete, debütierte am 27. Juli 1920 mit 17 Jahren in der ersten Mannschaft des FC Bayern München, nachdem er in der Saison zuvor zwei Tore in zwei Freundschaftsspielen erzielt hatte. Mit den Bayern erreichte er am 17. Juni 1923 das Endspiel um den Süddeutschen Pokal, das jedoch auf dem MTV-Platz an der Marbachstraße gegen die SpVgg Fürth mit 3:4 verloren wurde.
Seine Ballfertigkeit und Beweglichkeit schützten ihn aber nicht ausreichend gegen die körperbetonten Attacken der gegnerischen Abwehrspieler. Von Beginn seiner Karriere an hatte er deshalb mit Verletzungen zu kämpfen und schaffte auch den Durchbruch erst mit 23 Jahren in der Saison 1925/26 unter dem schottischen Trainer Jim McPherson. Zum Gewinn der süddeutschen Meisterschaft 1926 des FC Bayern München steuerte Pöttinger 57 Tore bei. Mit dem FC Bayern München zog er in den Jahren 1926, 1928 und 1929 in die Endrundenspiele um die deutsche Meisterschaft ein. 1928, nach der erneuten süddeutschen Meisterschaft, erreichten Pöttinger und seine Mitspieler vom FC Bayern München über Wacker Halle und die SpVgg Sülz 07 das Halbfinale. Dort setzte sich der Hamburger SV allerdings klar mit 8:2 gegen die Münchner durch und gewann auch souverän gegen Hertha BSC die Meisterschaft. Pöttinger erzielte in sechs Endrundenspiele ebenso viele Tore. Jahrelange Knieprobleme und ein Schienbeinbruch zwangen ihn frühzeitig im Jahre 1931 zur Beendigung seiner Spielerlaufbahn. Dadurch erging es ihm wie „Wiggerl“ Hofmann und Emil „Mile“ Kutterer: Am größten Triumph des FC Bayern München konnten sie nicht mehr als Aktive teilnehmen. Den Gewinn der Deutschen Meisterschaft 1932 erkämpften die Abwehrrecken Haringer, Heidkamp und Goldbrunner und im Sturm agierten Bergmaier und Rohr.
Kirn/Natan notierten: „Feingliedriger Mittelstürmer vom Schlage Seiderers. Kammerspieler des Fußballs. Seine Vorlagen kamen über den Rasen wie die Kugeln übers Billardtuch.“

### Auswahl-/Nationalmannschaft
Pöttinger nahm mit der Auswahlmannschaft des Süddeutschen Fußball-Verbandes am Endspiel um den Kampfspielpokal im Rahmen der vom 4. bis 11. Juli 1926 in Köln ausgetragenen Kampfspiele teil. Nachdem er zuvor am 28. März 1926 im Viertelfinalspiel gegen die Auswahlmannschaft des Verbandes Mitteldeutscher Ballspiel-Vereine zum Einsatz gekommen war, bestritt er auch das am 3. Juli 1926 in Essen mit 4:2 gewonnene Halbfinalspiel gegen die Auswahlmannschaft des Norddeutschen Fußball-Verbandes, wobei ihm ein Tor gelang.
Am 4. Juli 1926 gewann er das Endspiel, in dem er beim 7:2-Erfolg der Auswahlmannschaft des Süddeutschen Fußball-Verbandes (mit den Vereinsmitspielern Franz Dietl, Emil Kutterer und Ludwig „Wiggerl“ Hofmann) gegen die Auswahlmannschaft des Westdeutschen Spiel-Verbandes drei Tore erzielte.

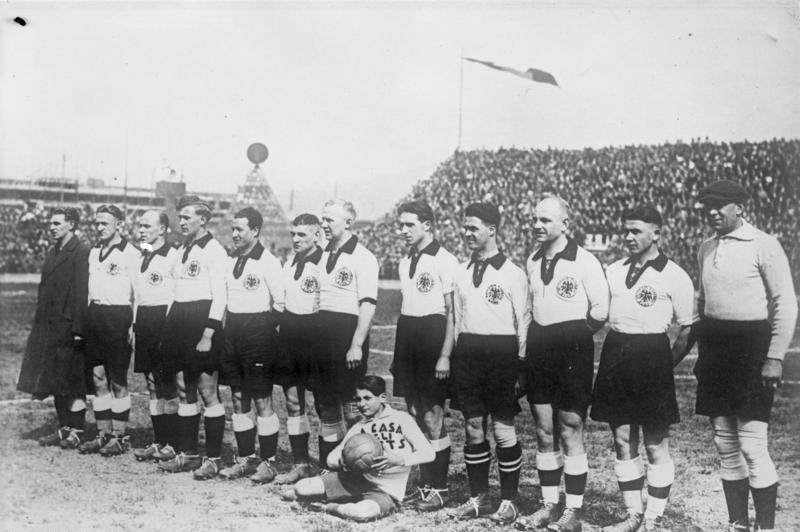
Pöttinger (4. v. r.) am 1. Mai 1929
vor dem Länderspiel gegen Italien

Die ersten zwei Einsätze in der A-Nationalmannschaft bestritt er im Jahr 1926 auf Halblinks, als Verbinder zwischen dem Vereinsmitspieler „Wiggerl“ Hofmann auf Linksaußen und Otto Harder in der Mittelstürmerposition. Ab 1927 ersetzte er „Tull“ Harder in der Sturmspitze. Nach seinem Einstand mit drei Toren am 18. April 1926 in Düsseldorf beim 4:2-Erfolg gegen die Auswahl der Niederlande wurde in der heimischen Sportpresse von einem „Traumeinstand“ des Neulings Pöttinger berichtet. Während des olympischen Fußballturniers 1928 in Amsterdam bestritt er die beiden Spiele gegen die Auswahl der Schweiz und der des späteren Olympiasiegers Uruguay. Am 10. Februar 1929 führte er die DFB-Elf als Kapitän beim 7:1-Sieg gegen die Auswahl der Schweiz in Mannheim an. Beim 3:3-Remis gegen die Auswahl Englands am 10. Mai 1930 in Berlin, bildeten die drei Bayern-Stürmer Bergmaier, Hofmann und Pöttinger gemeinsam mit Ernst Kuzorra und dem dreifachen Torschützen Richard Hofmann den Angriff der Mannschaft von Trainer Otto Nerz. Mit dem 14. Einsatz endete seine internationale Karriere als spielender Mittelstürmer, der seine Mitspieler immer wieder in Szene zu setzen vermochte. Karl Hohmann vom VfL Benrath folgte ihm in den nächsten Jahren erfolgreich nach.

## Trainerkarriere
Nach der Spielerkarriere wurde der FC Teutonia München die erste Trainerstelle von Josef Pöttinger. Danach übernahm er den VfB Pankow und wechselte anschließend zum 1. SV Jena. In Jena konnte er in den Jahren 1934/35 und 1935/36 die Meisterschaft in der Gauliga Mitte vor Magdeburg, Halle und Erfurt feiern. Im späteren Verlauf trainierte er noch den VfB Stuttgart, den FC Wacker München 1940/41, den FC Bayern München, den 1. FC Lichtenfels, den SV Neuses 05, wiederum FC Teutonia München und zuletzt den BC Augsburg.

## Sonstiges
Nach seiner Fußballkarriere führte er eine Totoannahnmestelle in München unweit des Hofbräuhauses. Er war Ehrenmitglied beim FC Bayern.
Pöttingers gleichnamiger Sohn Josef, genannt „Beppo“, anfangs ebenfalls Fußballspieler, nahm als Tennisspieler unter anderem an den Wimbledon Championships und den French Open teil. Er gehörte ab 1952 zu den ersten sogenannten „Davis-Pokal-Schülern“, mit denen der deutsche Tennissport unter anderem auf Initiative von Gottfried von Cramm stärker gefördert werden sollte. Gemeinsam nahmen von Cramm und Pöttinger auch an Doppel-Tennisturnieren teil, etwa 1956 an den Ruhrmeisterschaften in Duisburg.